# Constanța
Constanța (prononcé [konˈstant͡sa]  et parfois écrit Constanza) est une ville portuaire de l'Est de la Roumanie, située sur les rives occidentales de la mer Noire. Elle est le chef-lieu du județ de Constanța, en Dobrogée. La ville est également l'un des grands ports de la mer Noire, avec Odessa et Sébastopol. Fondée autour de l’an 600 avant notre ère, elle est considérée comme l'une des plus anciennes villes de Roumanie.
La municipalité de Constanța compte une population de 251 917 habitants en janvier 2023 (la cinquième du pays par le nombre d'habitants), mais l'agglomération compte environ 450 000 habitants avec les communes limitrophes sur une superficie de 1 013,5 km2, soit la seconde agglomération du pays après Bucarest.

## Étymologie
Le nom de Constantiana lui a été donné par l'empereur romain Constantin Ier (274-337) en l'honneur de sa sœur Constantia. Auparavant la cité se nommait en grec ancien Tomis ou Tomes signifiant « tranché », qui selon les archéologues et historiens Theodor Capidan, George Vâlsan et Adrian Rădulescu aurait désigné la forme du port antique, aujourd'hui enfoui sous la gare maritime moderne, qui tranchait la ligne côtière, à l'ouest de ce qui était alors la presqu'île de Tomis. Sur les portulans (livres d’instructions nautiques) génois du XIVe siècle, la cité apparaît sous le double nom de « Constanza » ou « Tomi ». Son nom roumain est Constanța prononcé « konˈstánt͡sa », son nom grec Κωνστάντζα / Konstantsa, turc Köstence, aroumain Custantsa, bulgare Кюстѐнджа (Kioustendja) et arménien Կոնստանցա (Konstanc’a).

## Mythologie
La mythologie grecque relie le nom antique Tomis à deux légendes. La première est celle de Jason et des Argonautes, qui, s'enfuyant de Colchide (l'actuelle Géorgie) avec la toison d'or, et avec Médée et Absyrte, enfants du roi Éétès, auraient été poursuivis par la flotte de ce dernier. Sur le point d'être rattrapés, les Argonautes auraient mouillé ici, tué et tranché Absyrte en morceaux et dispersé ceux-ci afin de retarder Éétès, obligé de les rechercher et de les ramasser pour donner des funérailles honorables à son fils,. Une seconde légende rapportée par Cassiodore et Jordanès relie le nom antique de la ville à Tomyris, reine des Massagètes.

## Histoire

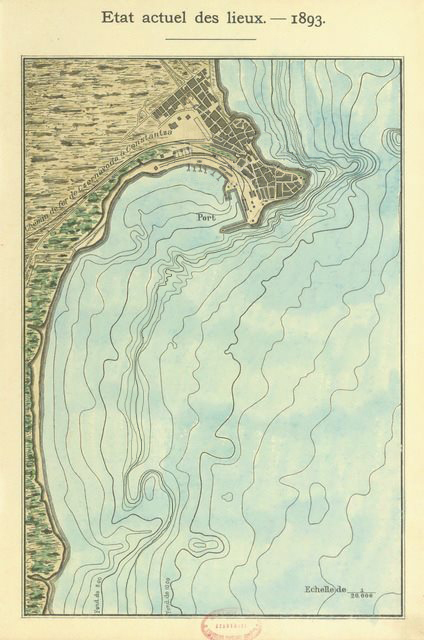
Constanța en 1893 (carte du Service hydrographique de la Marine française).

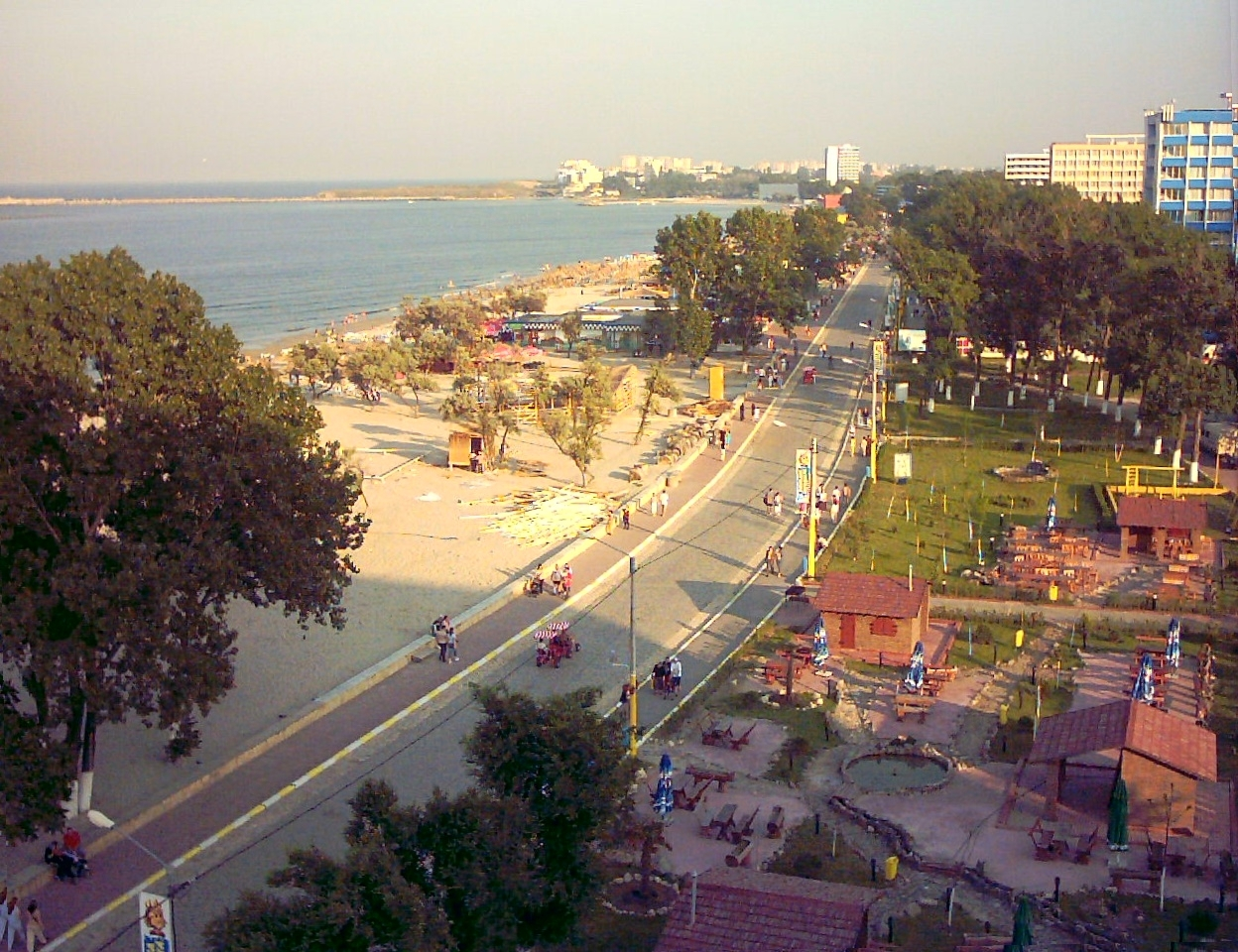
Quartier balnéaire de Mamaia.

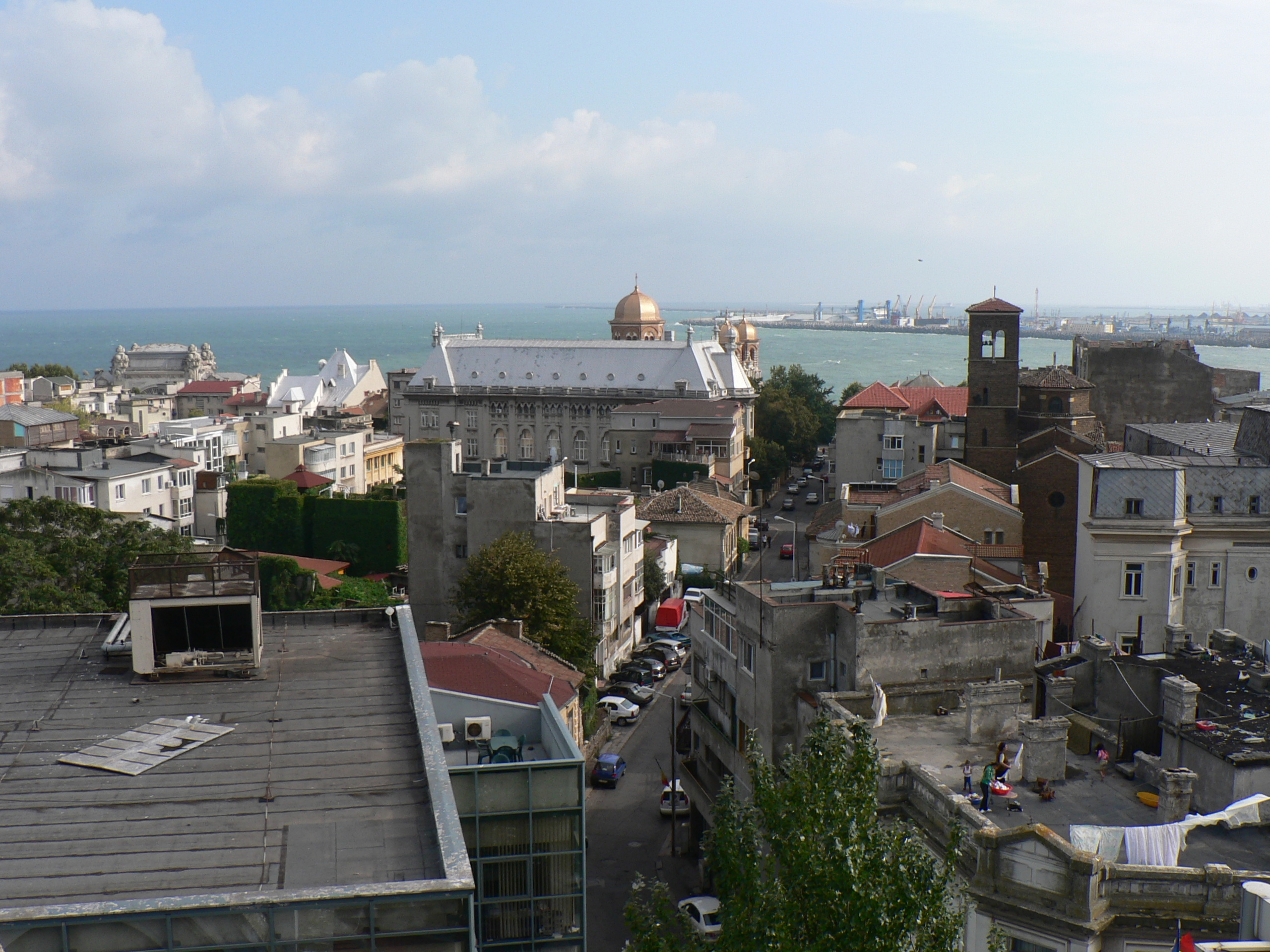
Port de Constanța.

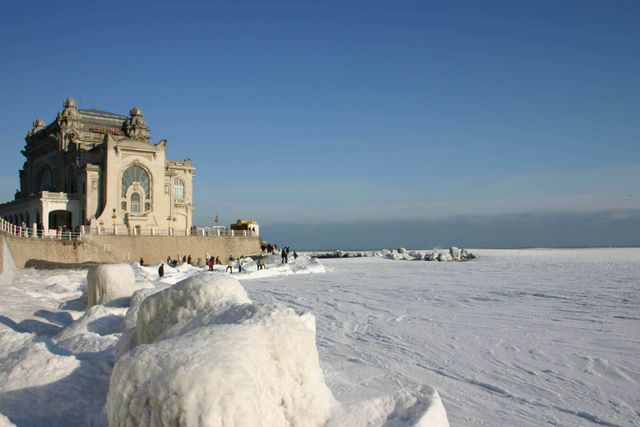
La mer Noire gelée en hiver autour du casino de Constanța.

Durant la préhistoire, la presqu'île de Constanța abritait un village de pêcheurs mésolithiques, ayant laissé des traces d'habitations, d'outils et de coquilles antérieures aux Gètes (Thraces septentrionaux).
Au Ve siècle av. J.-C., après la colonisation du Pont Euxin, les Ioniens donnent à la localité le nom de Tomis. Au IIIe siècle av. J.-C., son développement atteint son apogée. Ovide, le célèbre poète latin, y est exilé en 8 apr. J.-C. et y meurt en 17. Entre-temps arrivent des Scythes, qui se mêlent aux Gètes, aux Grecs et aux Romains. La région est alors surnommée Scythie Mineure et fait partie de la province romaine de Mésie.
En l'an 311, lorsque l'empereur romain Galère décrète la liberté de religion pour les chrétiens, la ville est élevée au rang de métropole de la Scythie mineure (patrie de Jean Cassien), avec 14 évêchés. On y parle et écrit alors autant le grec que le latin.
Du IVe au XIe siècle, la région, appelée « Paristrie » ou « Paradunavie » (« auprès de l'Istros ou Danube ») et défendue par l'Empire romain d'Orient, résiste aux invasions des Goths, Huns, Slaves, Avars et autres. Mais à la bataille d'Ongal en 680, le Khanat bulgare du Danube victorieux conquiert les Balkans et la ville est abandonnée : plus aucune mention n'est parvenue des quatre siècles suivants, jusqu'à ce que l'Empire romain d'Orient (ultérieurement appelé byzantin) en reprenne le contrôle en 977 et la relève, car c'est un abri naval important entre Constantinople et les bouches du Danube. Des populations grecques, valaques, bulgares et arméniennes laissent alors des inscriptions et sont signalées par les chroniques byzantines.
Après les invasions russes et petchénègues, le royaume des Bulgares et des Valaques (dans les documents de l'époque), indépendant de Byzance en 1186, hérite de la ville, mais la grande invasion tatare de 1223 la réduit à nouveau en cendres. Entre 1325 et 1389, la Dobrogée est indépendante et Constanța devient une escale génoise (comme de nombreux autres ports en mer Noire et sur le Bas-Danube),. La ville fait partie pendant une trentaine d'années, entre 1389 et 1422, de la principauté de Valachie, qui doit la céder à l'Empire ottoman. À partir du XVe siècle la ville, alors appelée Köstence (prononcé Queustendjé) connaît un nouveau déclin et ne compte plus, selon les recensements turcs du XVIIIe siècle, qu'une centaine de foyers : ce sont des pêcheurs ou charpentiers de marine grecs pontiques, des bergers roumains (les « Diciens »), des jardiniers bulgares, des marchands arméniens et des militaires turcs, soit tout au plus mille habitants.
Du XVIIIe siècle à 1812, la région devient champ de bataille entre la Russie et l'Empire ottoman ce qui dépeuple encore plus la ville. De 1812 à 1856 et après 1878, la Russie ayant annexé la Bessarabie, l'Empire ottoman a désormais une frontière commune avec l'Empire russe. En 1850, le journaliste français Adolphe Joanne décrit Kustendgé comme étant « un pauvre hameau composé de huttes assez semblables aux habitations des castors ». La guerre de Crimée ravage à nouveau Köstence et le médecin français Camille Allard la trouve quasi-déserte en 1855 mais ensuite la ville devient un refuge, où aux pêcheurs grecs s'ajoutent des Lipovènes, des Tatars chassés de Crimée par la conquête russe et des bergers roumains, moldaves (les « Diciens »), transylvains (les « Mocans ») ou valaques (les « Machedons »),. En 1861, pour écouler les grains de la Valachie par la mer, la compagnie britannique Danube and Black Sea Railway construit un chemin de fer de Cernavodă sur le Danube à Constanța dont elle modernise le port. C'est le début d'une expansion urbaine à laquelle seules les deux guerres mondiales mettent provisoirement des freins.
Lors de la guerre russo-turque de 1877-1878, les principautés unies de Moldavie et de Valachie combattent du côté russe et y gagnent la reconnaissance internationale de leur indépendance qui s'étend sur les 15 908 km2 de la Dobroudja du Nord : Constanța devient le principal port maritime roumain et évolue en prospère centre industriel et commercial grâce à des capitaux britanniques, français et allemands. La ville est le port d'attache de la flotte du Service maritime roumain. En 1893, elle retrouve l'étendue qui fut la sienne à son apogée antique, au IIIe siècle av. J.-C., puis dépasse rapidement ce périmètre. Constanța fut parmi les premières villes d'Europe à utiliser l'électricité pour l'éclairage public. Dans l'Entre-deux-guerres, Odessa et les autres ports soviétiques périclitent en raison de la guerre civile russe, de la terreur rouge, des famines et des grandes Purges : Constanța devient alors le port le plus fréquenté de la mer Noire, avec plus de 70 % du trafic de celle-ci. C'est aussi l'un des terminus de l'Orient-Express, qui dépose les touristes occidentaux fortunés à la gare maritime, d'où les paquebots Dacia, Împăratul Traian ou Medeea (construits à Saint-Nazaire) les emmènent à Istanbul, Smyrne, Le Pirée, Alexandrie, Haïfa, Beyrouth et retour.
Comme toute la Roumanie, Constanța est soumise aux régimes dictatoriaux carliste, fasciste et communiste de février 1938 à décembre 1989. Entre autres, Nicolae Ceaușescu alors commissaire politique du parti communiste roumain au sein des forces armées, fait ici une partie de sa carrière à ses débuts,.
Pendant les 45 ans de la guerre froide, Constanța est soumise aux restrictions d'une « ville frontalière » ouverte sur une mer par où on aurait pu s'enfuir en bateau (ce qui explique l'absence de toute navigation de plaisance ou de pêche privée) et d'où aurait pu venir une « attaque du camp impérialiste », mais après 1970, le patron communiste français Gilbert Trigano parvient à ouvrir à Mamaia un village de vacances pour touristes français, très difficile d'accès pour les indigènes, mais rentable tant pour l'investisseur français que pour l'État roumain (pour ce dernier, surtout en termes d'image) : pendant vingt ans, par charters, des milliers de Français s'y succèdent pour des vacances insouciantes, sans percevoir la réalité vécue par les Roumains alentour ; d'autres villages semblables fonctionnaient à Roussalka en Bulgarie et à Sotchi en URSS. Après la chute des régimes communistes en Europe, l'ouverture du rideau de fer et le rétablissement de la démocratie, Constanța s'ouvre sur tous les plans et devient une ville très dynamique au niveau de vie parmi les plus élevés du pays, dont elle devient la seconde agglomération après Bucarest. Cependant, suite de la crise financière mondiale débutant en 2007, au regain régional de tension internationale, à la crise de Crimée et à la guerre du Donbass, ainsi qu'au mandat à Constanța même, du maire controversé Radu Mazăre qui finit condamné pour des faits de corruption et association de malfaiteurs,, les activités maritimes déclinent fortement et la ville, surnommée Mazaristan par ses habitants, perd sa prospérité et son rang de seconde agglomération du pays, que revendiquent en 2020 la métropole moldave de Iași et la métropole transylvaine de Cluj.

## Démographie

### Ethnies
Composition ethnique en 2011
- Roumains (83,1 %)
- Turcs (2,29 %)
- Tatars (2,59 %)
- Autres (1,63 %)
- Non-déclarée (10,36 %)

| Ethnie   | 1853  | 1853    | 1895                  | 1895                  | 1913                  | 1913                  | 2002    | 2002    | 2011 | 2011    |
| -------- | ----- | ------- | --------------------- | --------------------- | --------------------- | --------------------- | ------- | ------- | ---- | ------- |
| Roumains | 279   | 5,4 %   | 2 519                 | 24,1 %                | 15 663                | 57,6 %                | 286 332 | 92,2 %  |      | 83,1 %  |
| Tatars   | 1 853 | 35,6 %  | 2 202                 | 21,1 %                | 277                   | 1,0 %                 | 8 724   | 2,8 %   |      | 2,6 %   |
| Turcs    | 104   | 2,0 %   | 2 202                 | 21,1 %                | 2 451                 | 9,0 %                 | 9 018   | 2,9 %   |      | 2,3 %   |
| Grecs    | 1 542 | 29,6 %  | 2 460                 | 23,6 %                | 3 170                 | 11,6 %                | 546     | 0,2 %   |      |         |
| Bulgares | 342   | 6,5 %   | 1 060                 | 10,1 %                | 940                   | 3,4 %                 | 48      | > 0,1 % |      |         |
| Juifs    | 344   | 6,6 %   | 855                   | 8,2 %                 | 1 266                 | 4,6 %                 | 44      | > 0,1 % |      |         |
| Roms     | 127   | 2,4 %   | Données indisponibles | Données indisponibles | Données indisponibles | Données indisponibles | 2 962   | 0,95 %  |      |         |
| Total    | 5 204 | 100,0 % | 10 419                | 100,0 %               | 27 201                | 100,0 %               | 310 471 | 100,0 % |      | 100,0 % |

### Religions
Lors du recensement de 2011, 83 % des habitants de Constanța ont déclaré être de tradition orthodoxe et 5 % de confession musulmane, 1,5 % pratiquant une autre religion et 10,5 % n'ayant pas souhaité répondre à cette question.
En raison de son passé ottoman, la ville abrite près d'un quart de la population musulmane de Roumanie — 14 557 des 64 337 musulmans de Roumanie (soit 23 %) vivent à Constanța —, ainsi que la plus grande mosquée du pays, bâtie en 1911 par le roi Carol Ier.

## Politique et administration
| Période                                  | Période         | Identité         | Étiquette               | Qualité                        |
| ---------------------------------------- | --------------- | ---------------- | ----------------------- | ------------------------------ |
| Les données manquantes sont à compléter. |                 |                  |                         |                                |
| 1 janvier 1990                           | 10 janvier 1990 | Radu Marian      | Front de salut national |                                |
| janvier 1990                             | août 1990       | Călin Marinescu  | Front de salut national |                                |
| août 1990                                | 1991            | Adrian Manole    | Front de salut national |                                |
| 1991                                     | 1992            | Tudor Baltă      | Front de salut national |                                |
| 1992                                     | 1996            | Corneliu Neagoe  | PNȚCD                   |                                |
| 1996                                     | 2000            | Gheorghe Mihăieș | PD                      |                                |
| 2000                                     | 2015            | Radu Mazăre      | Indépendant, puis PSD   |                                |
| 2015                                     | 2020            | Decebal Făgădău  | PSD                     | par intérim jusqu'en juin 2016 |
| 2020                                     | En cours        | Vergil Chițac    | PNL                     |                                |

| Parti | Parti                        | Sièges |
| ----- | ---------------------------- | ------ |
|       | Parti national libéral (PNL) | 10     |
|       | Alliance 2020 USR-PLUS (PSD) | 9      |
|       | Parti social-démocrate (PSD) | 8      |

## Économie
Constanța est le premier port de Roumanie, avec des terminaux pétroliers et à conteneurs. La ville a une importante industrie, commerce et tourisme naturel. Beaucoup d'industries pétrolières et d'entreprises d'import-export se situent à Constanța du fait de ses installations portuaires. Au nord de la ville se trouve le Camp d'entrainement du cap Midia.

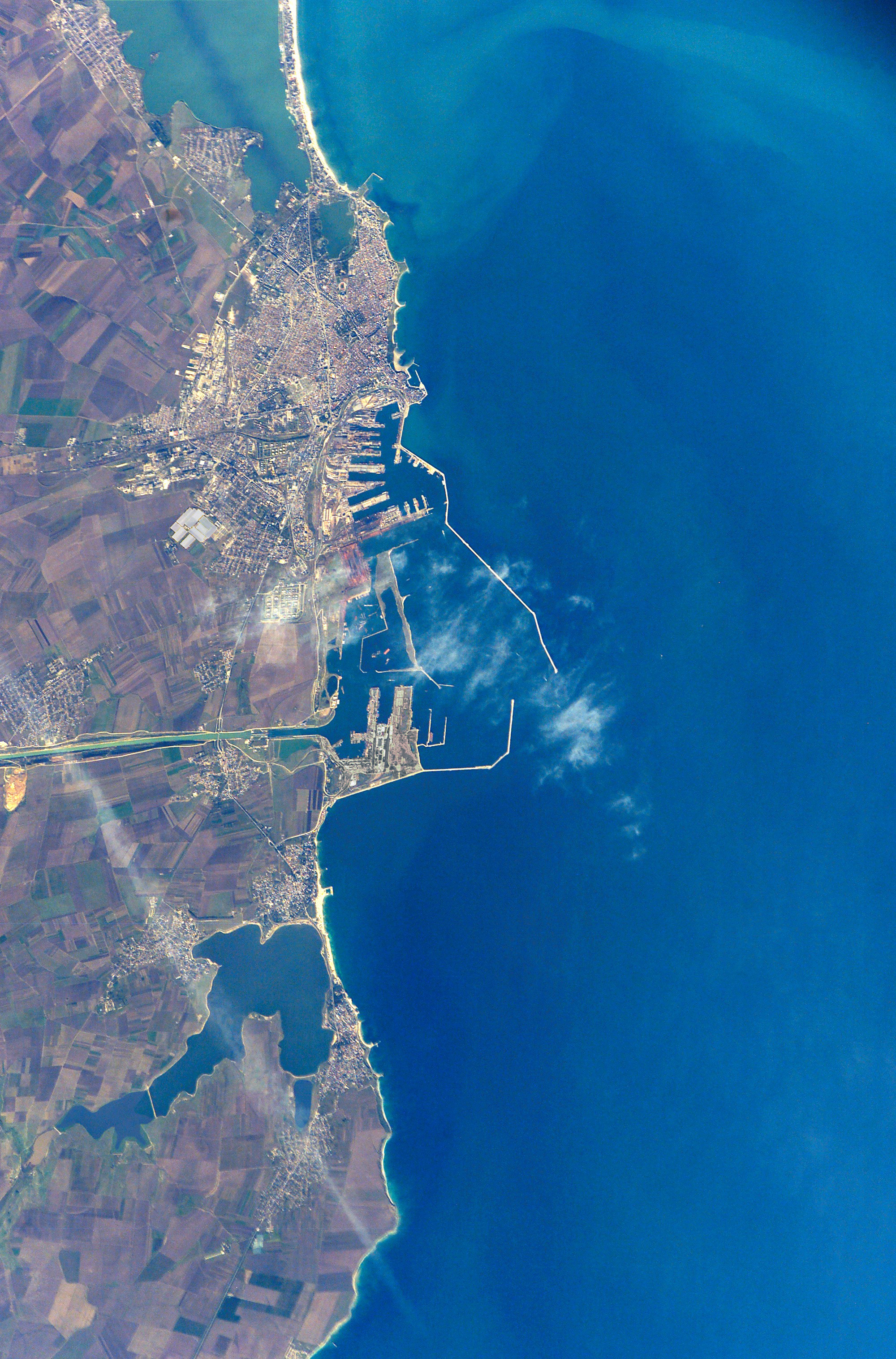
Vue satellite de Constanța et de son port en 2001.
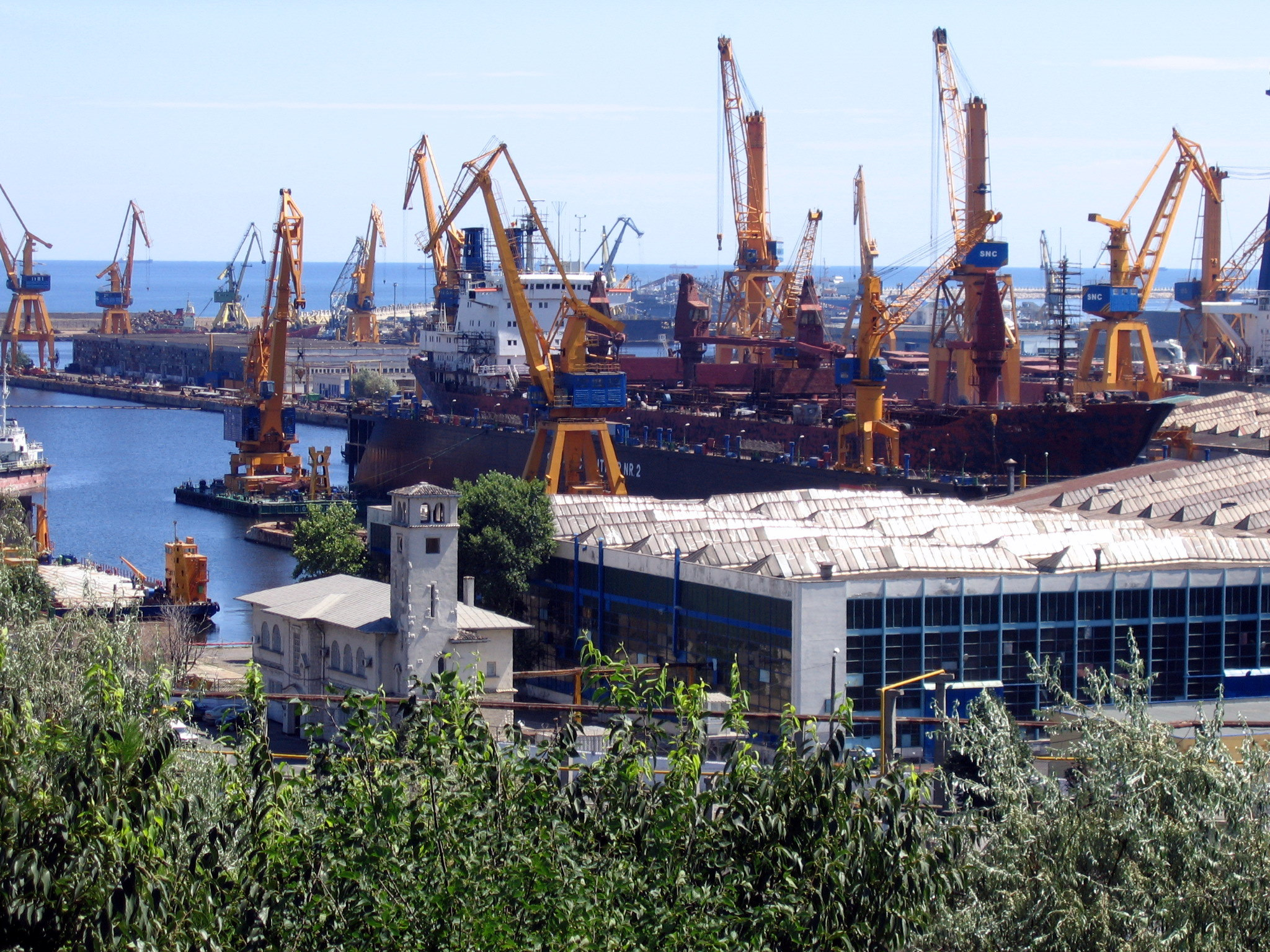
Vue du port de Constanța et de son chantier naval.
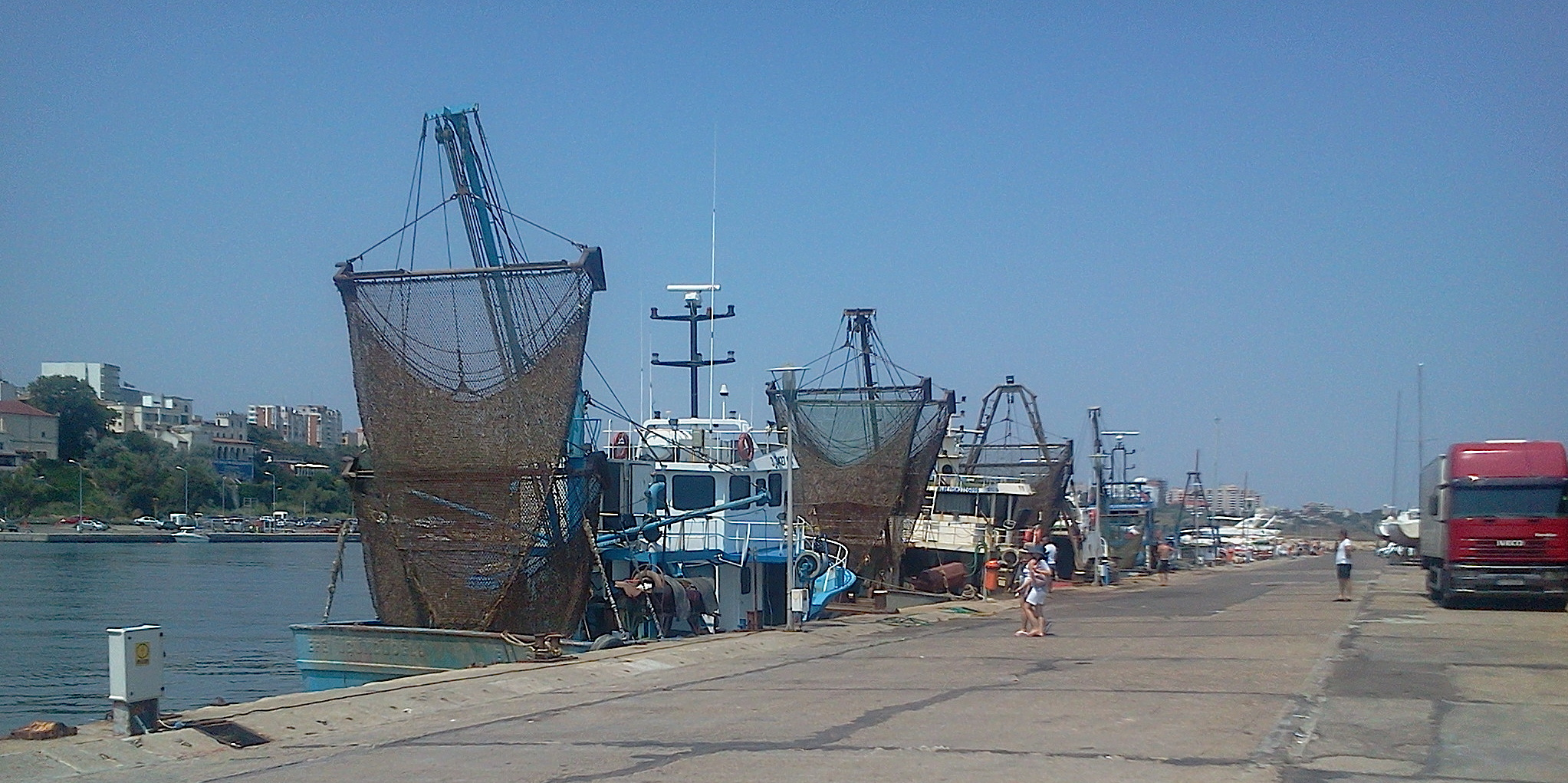
Chalutiers de pêche aux escargots de mer desservant les restaurants de Constanța.
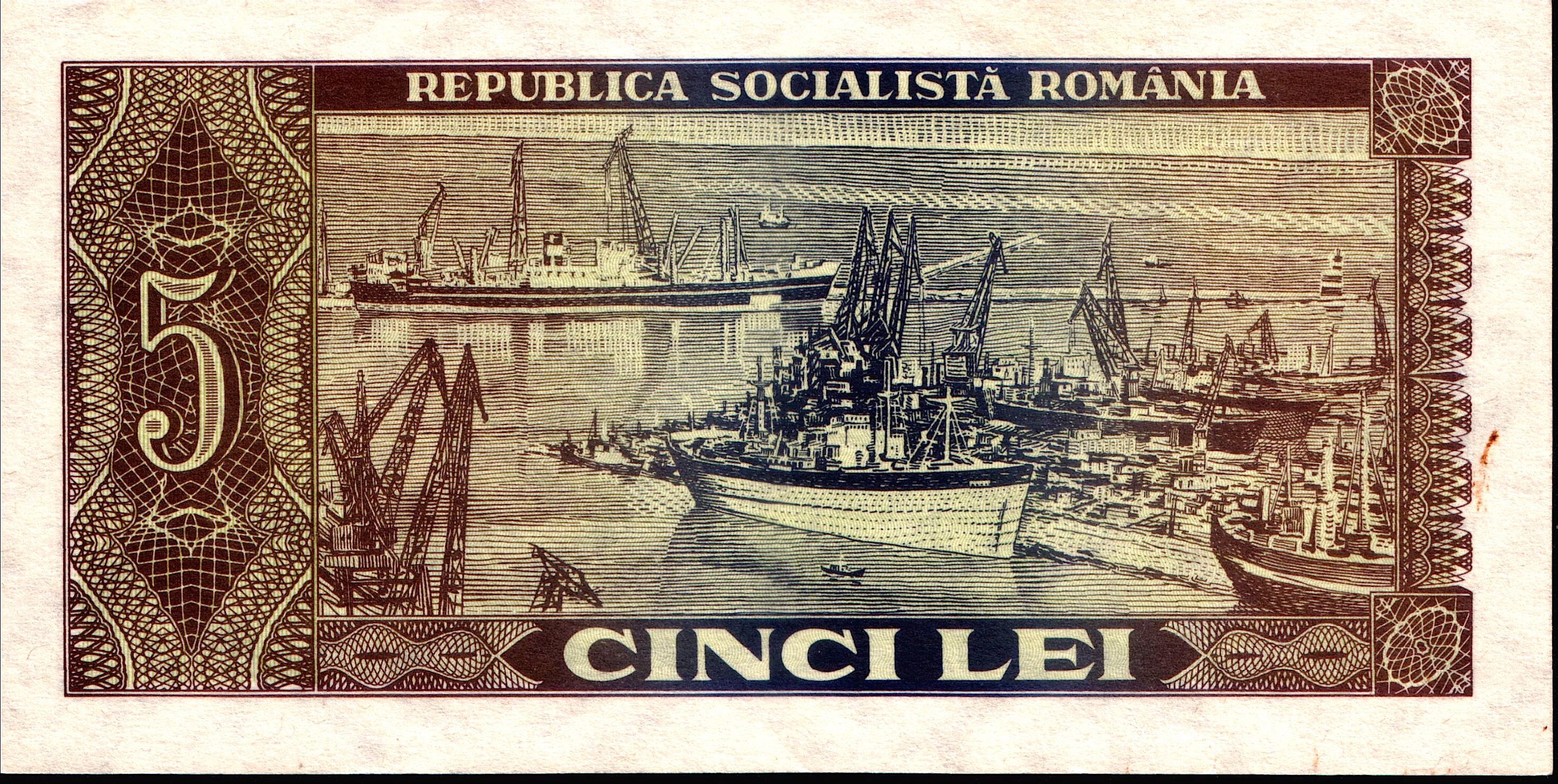
Le port de Constanța sur un billet de banque de 1966.

### Transports
L'aéroport international Mihail-Kogălniceanu (Aeroportul Internațional Mihail Kogălniceanu Constanța) est situé à une vingtaine de km de Constanța (code AITA : CND). Il s’agit d’un aéroport vétuste avec un nombre de connexions aériennes internationales nettement inférieur à celui des autres grandes villes roumaines.
La ville est aussi desservie par des trains Rapid sur la ligne Bucarest–Mangalia de la CFR.
Sous le mandat du maire controversé Radu Mazăre élu en 2000 et qui a enchaîné quatre mandats, le transport urbain a suivi une évolution à l'envers des politiques européennes privilégiant les transports électriques et par rail (trolleys et trams) : à Constanța, les transports électriques ont été supprimés (on a même enlevé les rails des trams) et remplacés par des bus à énergies fossiles, comme on le faisait aux États-Unis et en France dans les années 1950 et 1960, lorsque le pétrole était abondant et bon marché.
Constanța est l'extrémité orientale de l'itinéraire européen E 60 au départ de Brest (France) via Nantes, Mulhouse, Zurich, Salzbourg, Vienne, Bratislava, Budapest, Bucarest.
Constanța est aussi une des extrémités de l’EuroVelo 6 (EV 6), également dénommée « la route des fleuves », une véloroute EuroVelo longue de 3 653 km faisant partie d’un programme d’aménagement de voie cyclable à l’échelle européenne, qui relie la mer Noire, au port atlantique de Saint-Nazaire en France.

### Tourisme

Constanța
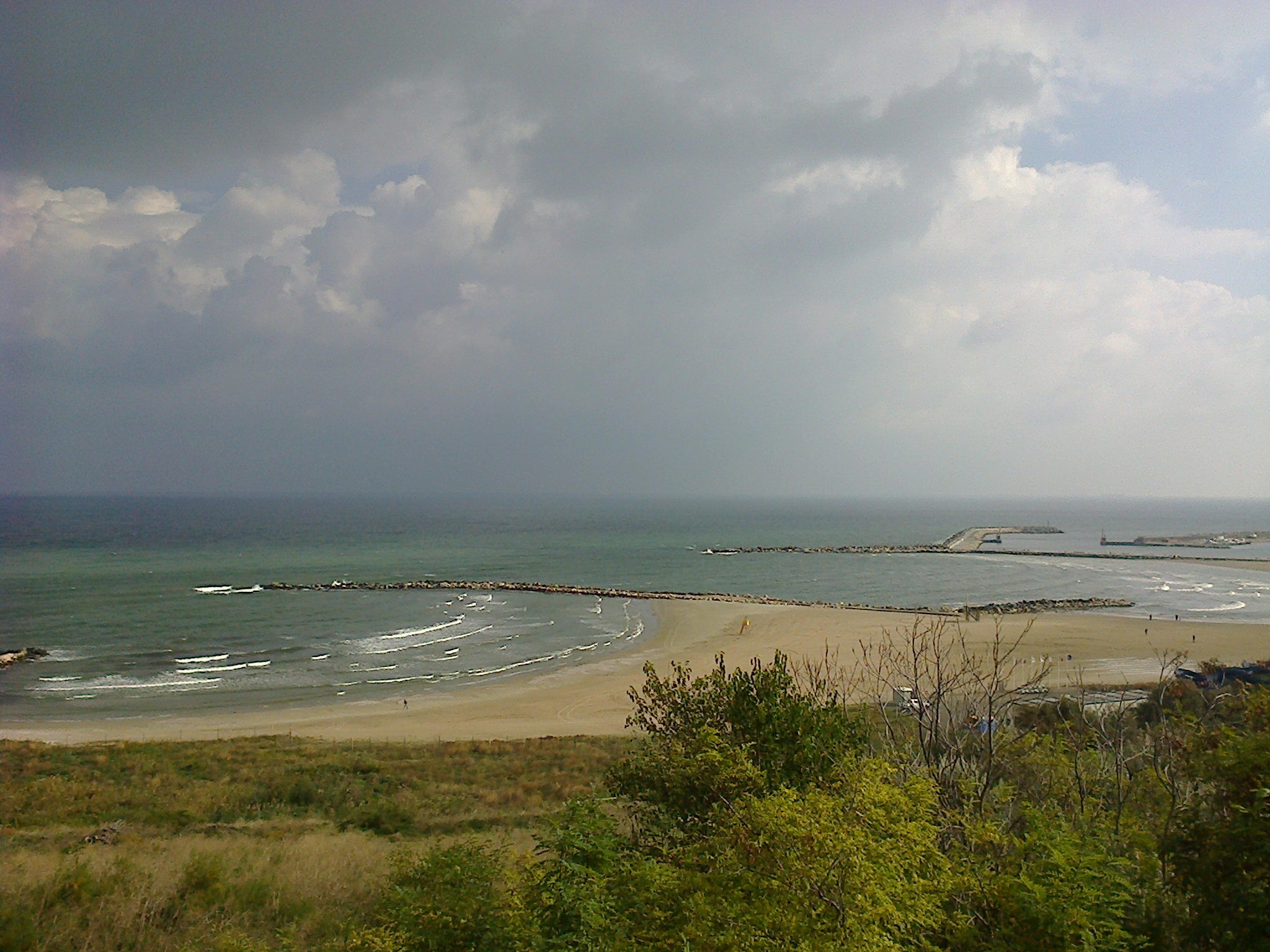
Plages de Constanța (octobre 2014).
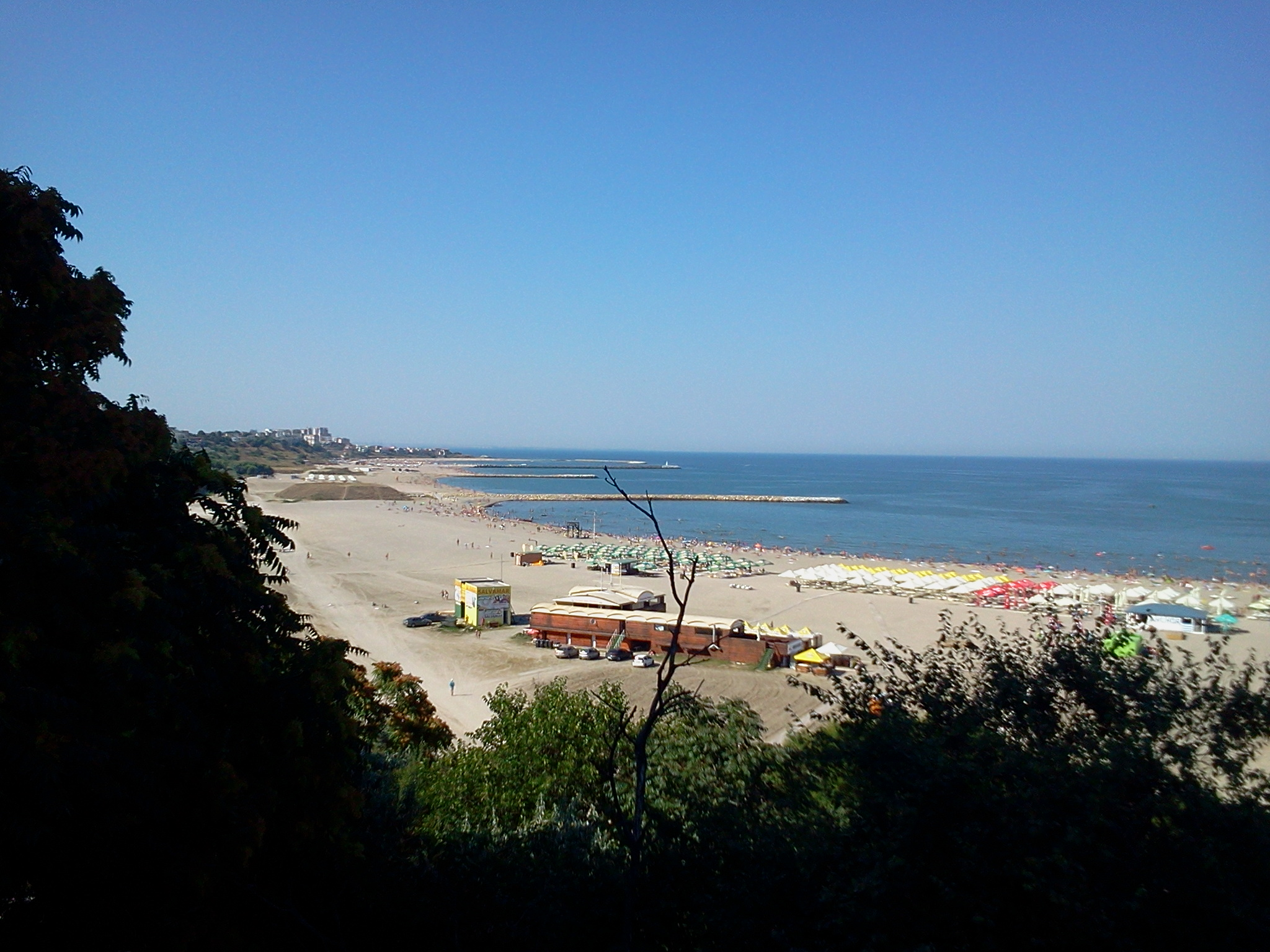
Plages de Constanța en été.
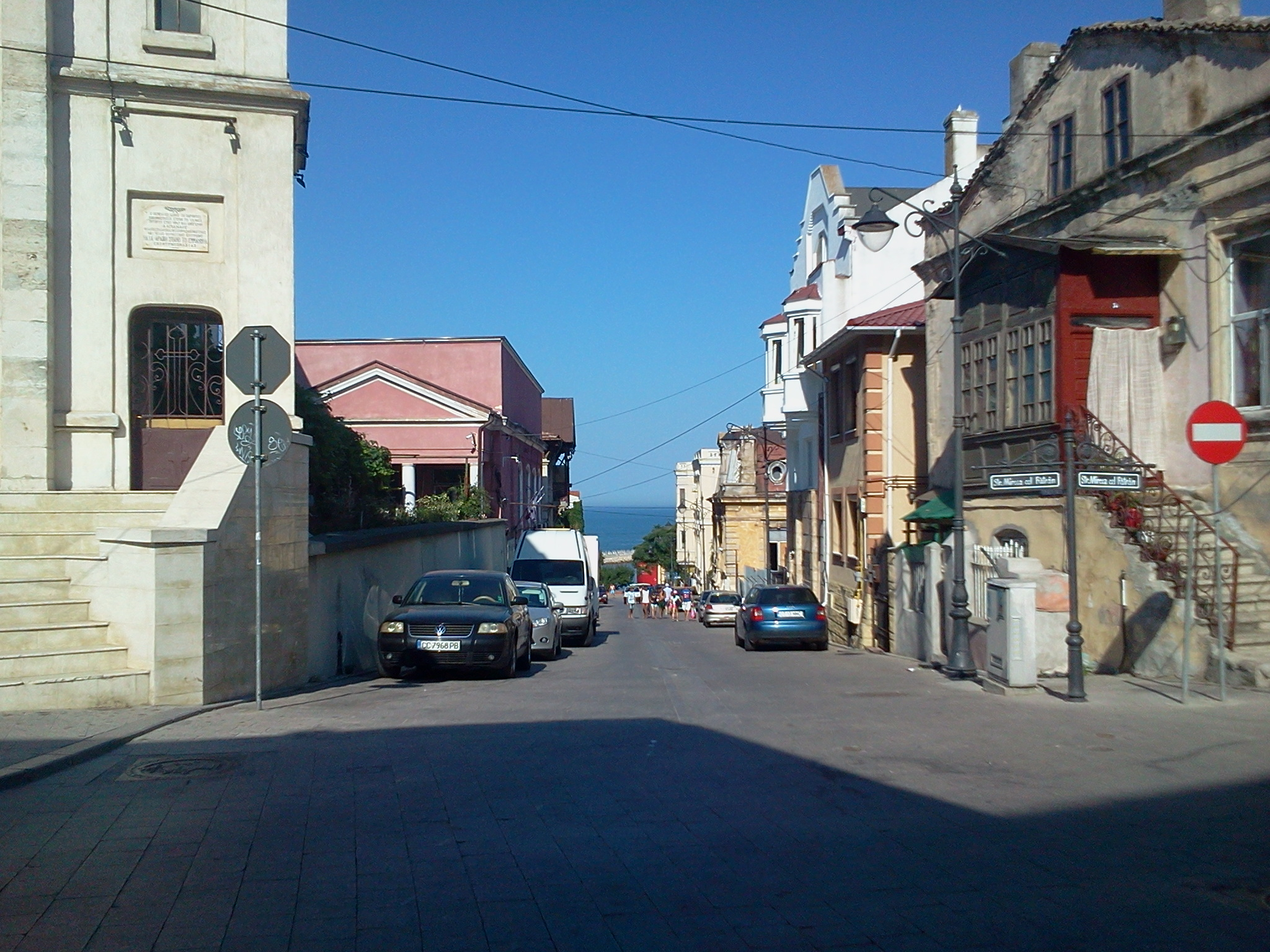
La rue Karatzalis, dans la vieille ville.
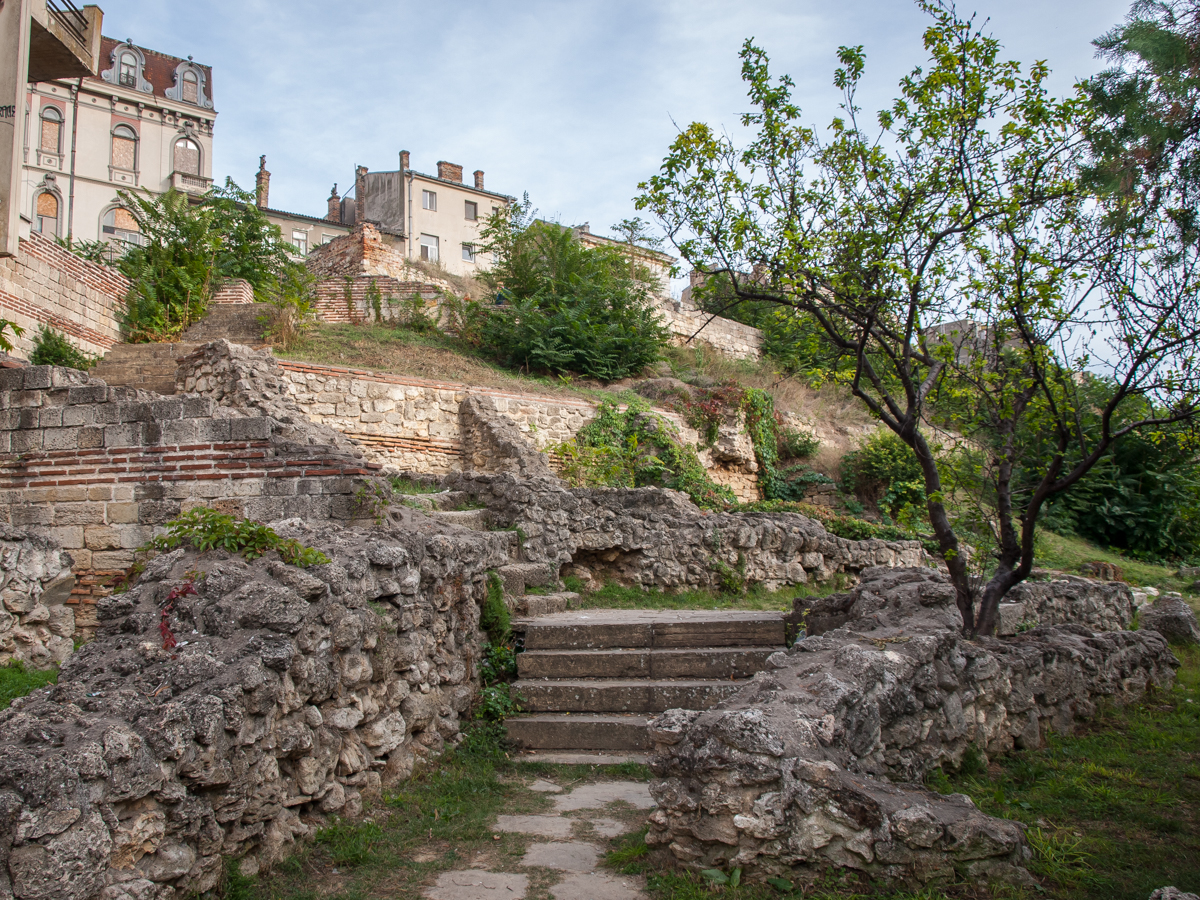
Les thermes de Tomis, dans la vieille ville.
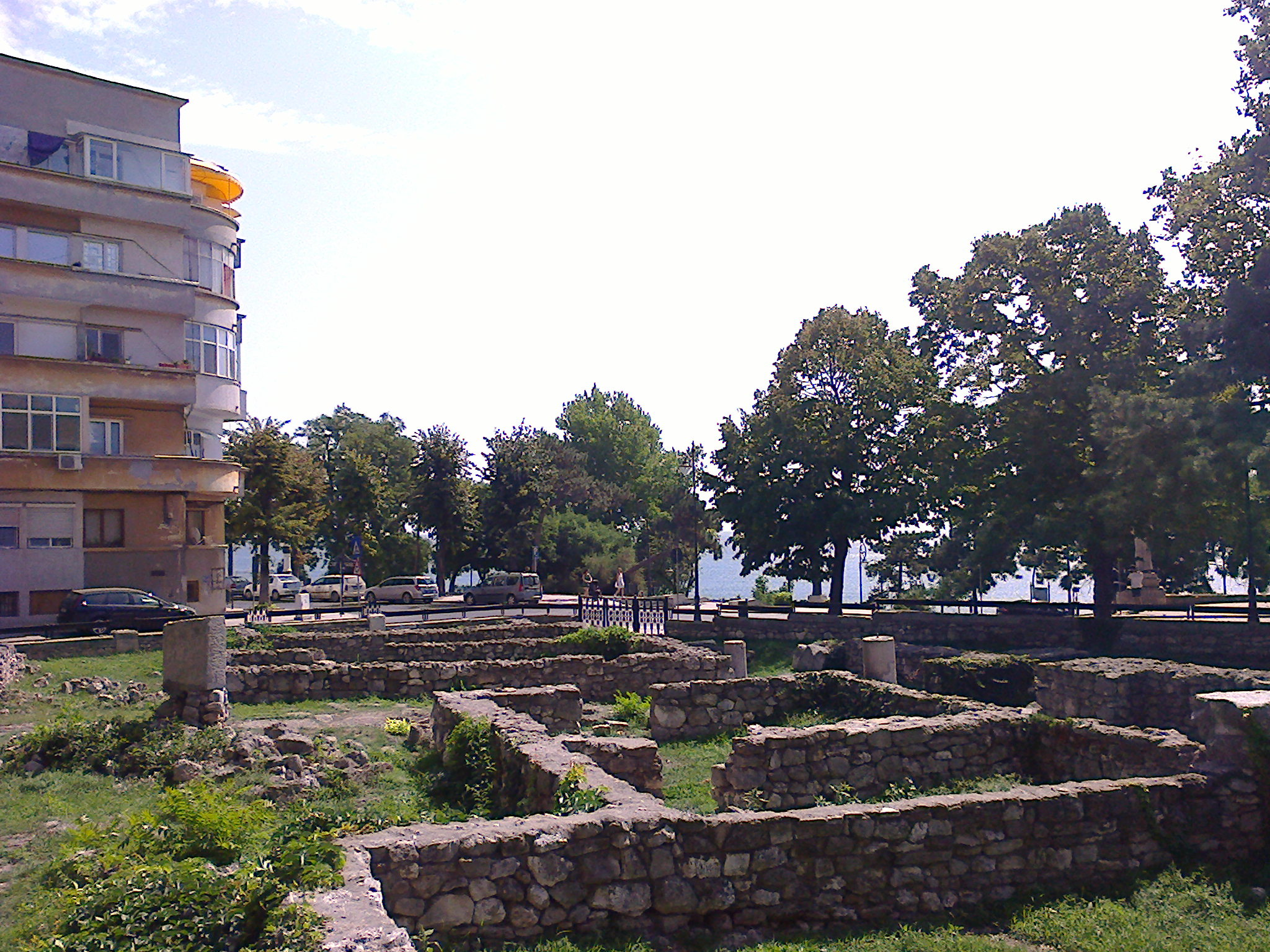
Ruines de l'antique Tomis, exil d'Ovide.
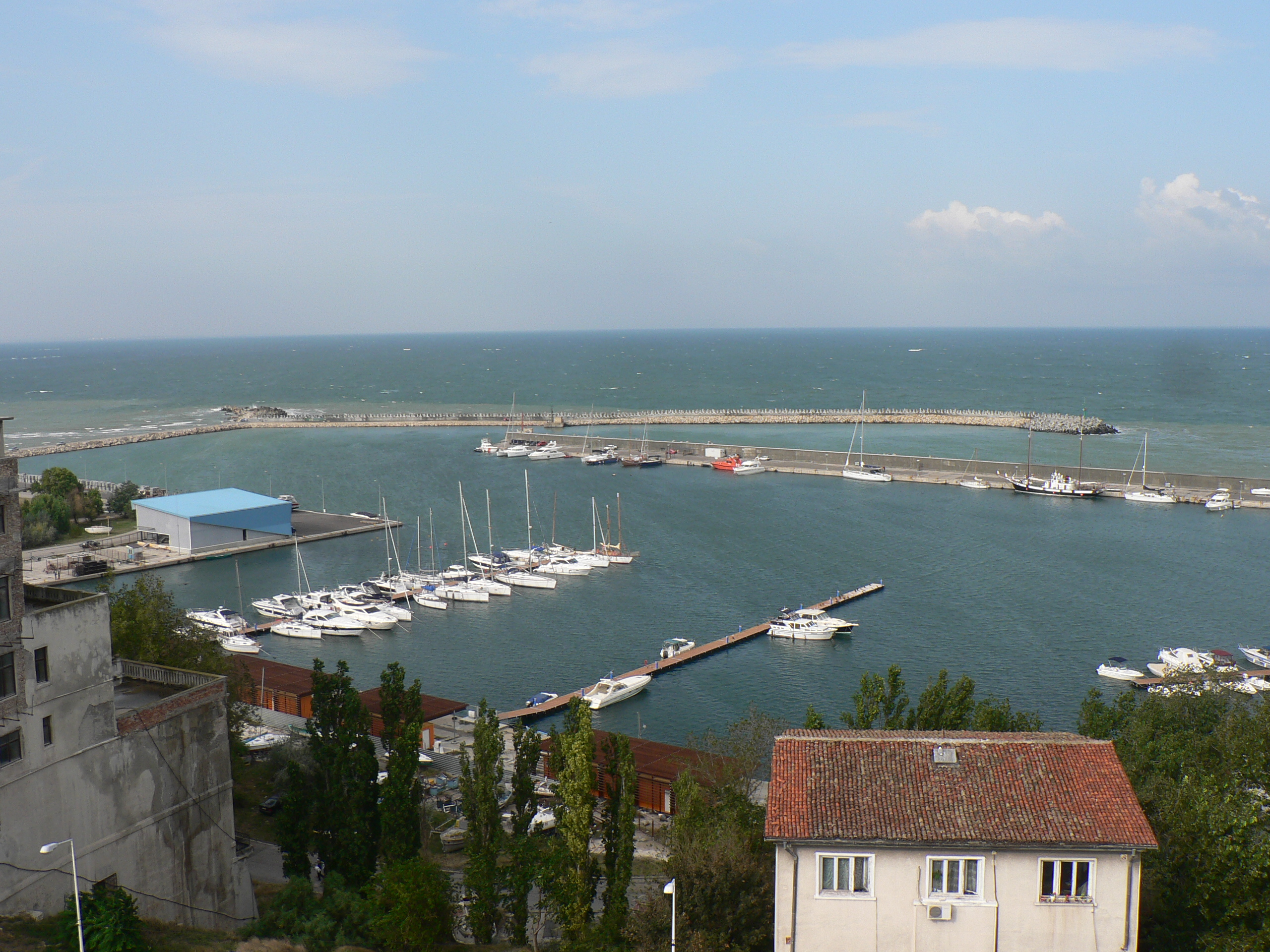
Port de pêche et de plaisance.
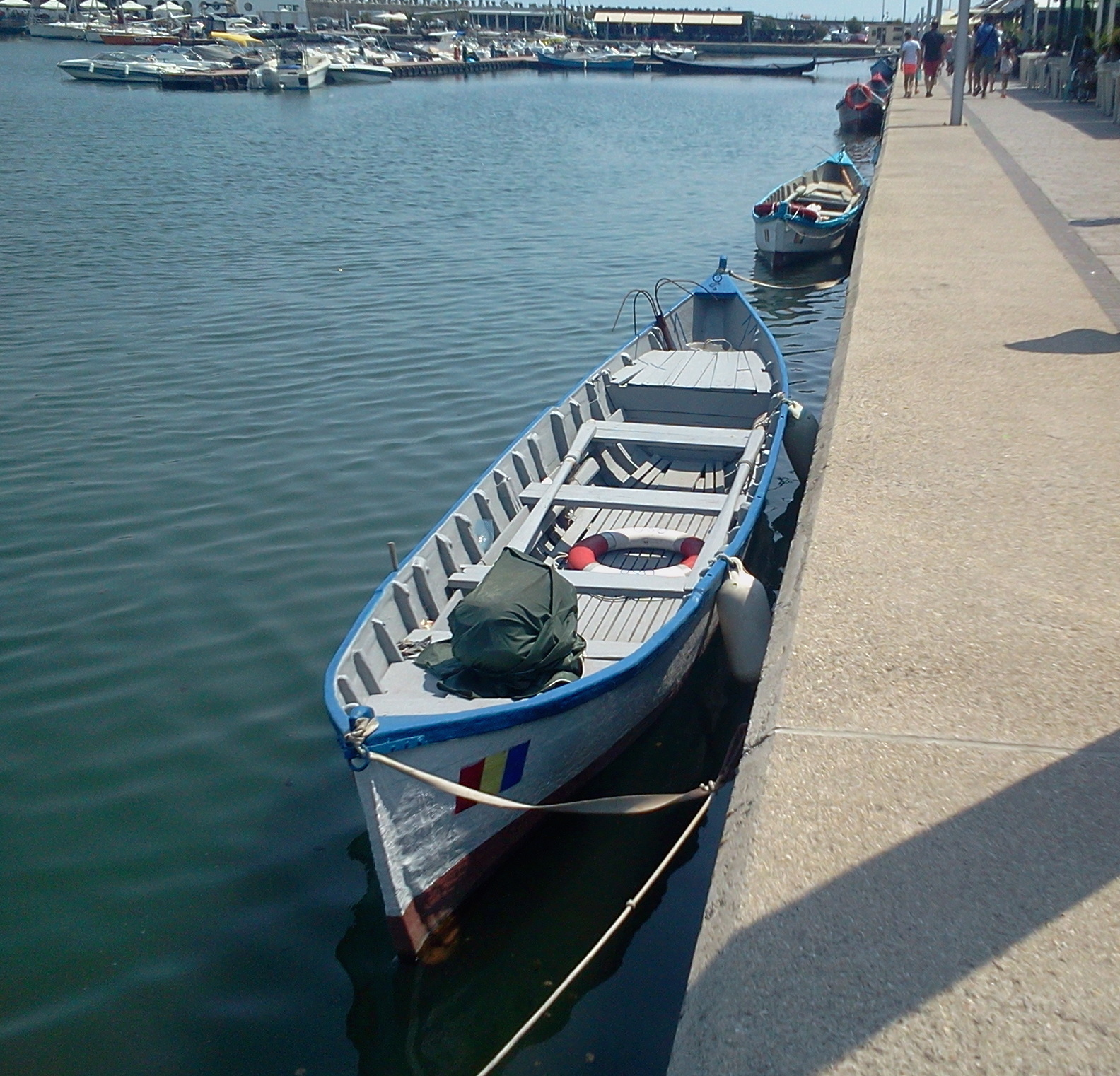
Lotcas de pêche à Constanța.
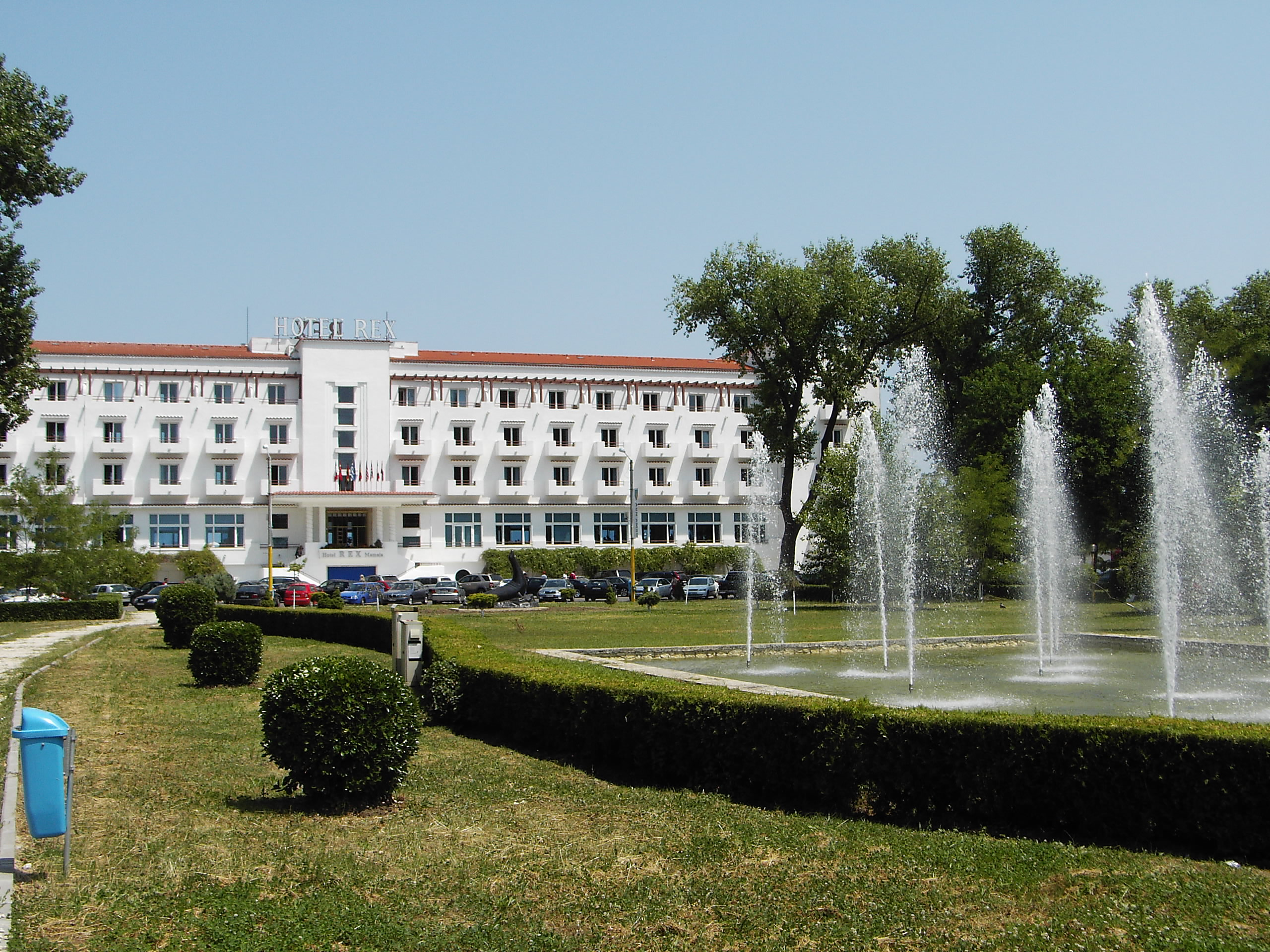
Hôtel Rex à Mamaia.
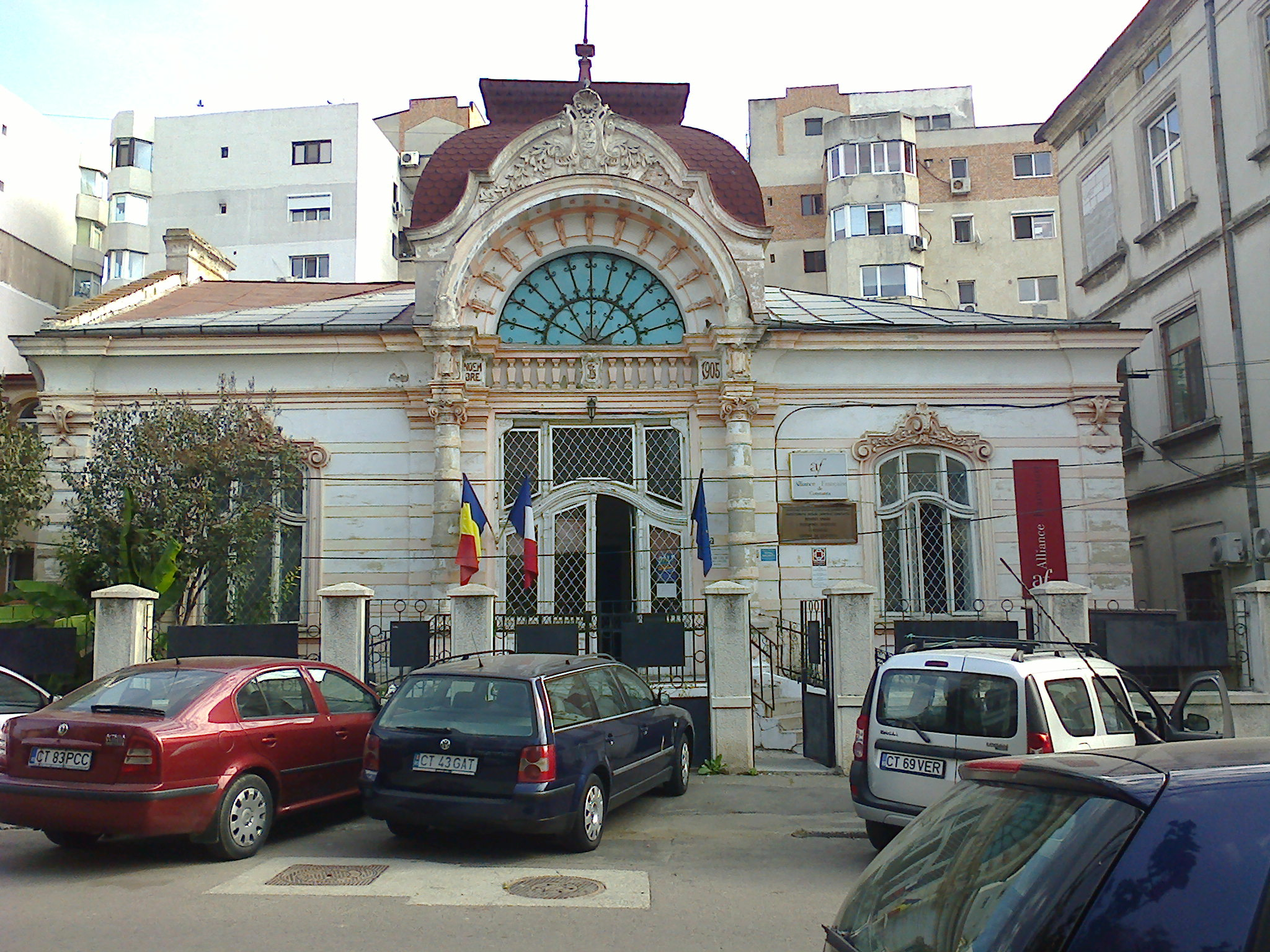
Villa « Constantinidis », abritant l'Alliance française.
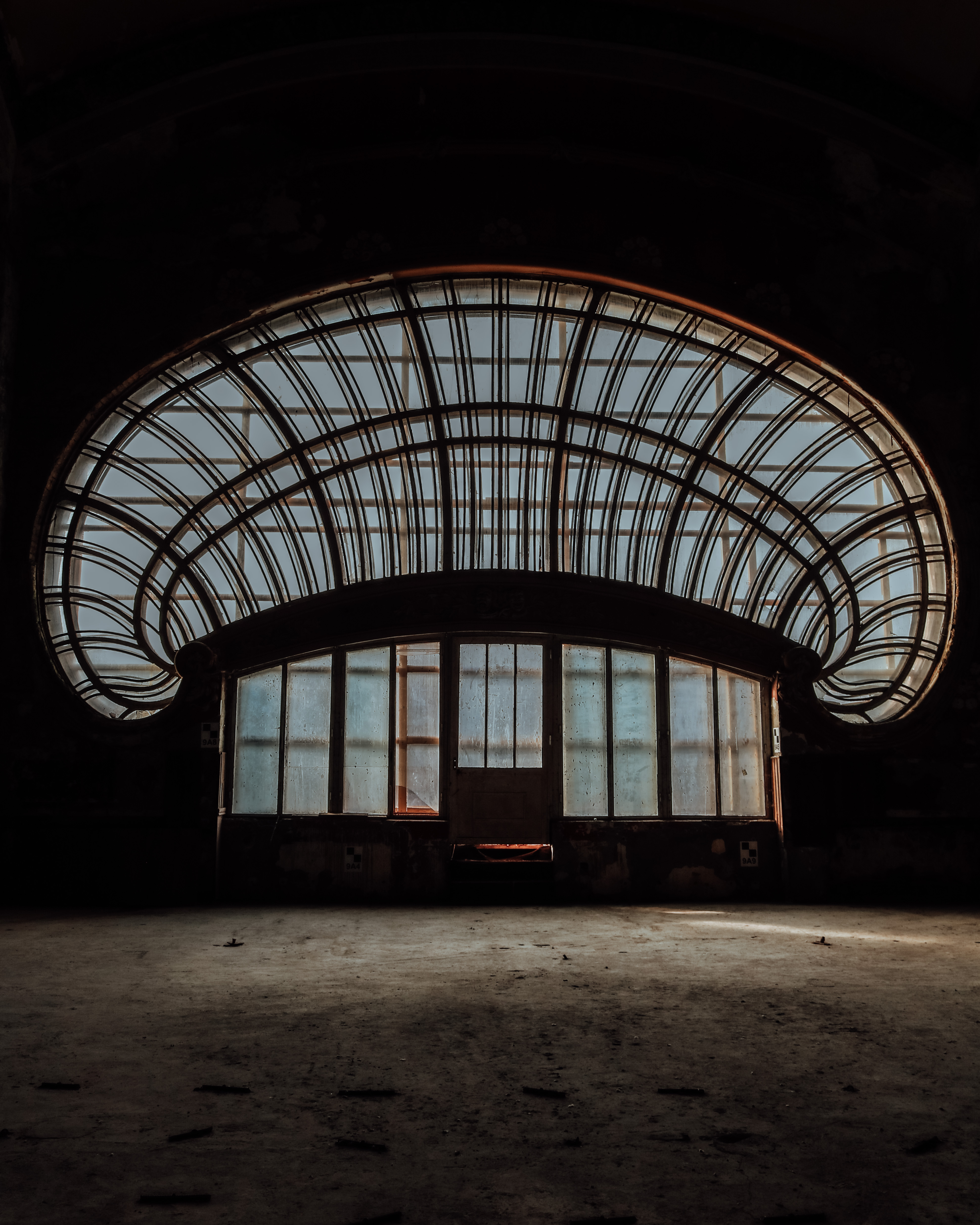
Baie vitrée du casino de Constanța vue de l'intérieur (septembre 2020).

Le tourisme est très développé dans la ville, en raison des plages, des monuments de toutes époques, depuis la Halle romaine aux mosaïques, jusqu'au Casino « art nouveau » à la grande baie vitrée en forme de coquille Saint-Jacques (aujourd'hui en ruines).
Depuis 2020, une transformation impressionnante des plages a eu lieu grâce aux fonds européens, les plages gagnant plusieurs hectares. 
Enfin, depuis 2018 la ville accueille chaque été le festival international de musique électronique Neversea.

## Universités et institutions culturelles ou scientifiques
- Université Ovidius
- Université maritime (École navale)
- Institut roumain de recherches marines (IRCM) : hydrographie, biologie marine, halieutique et océanographie
- Musée d’Art Populaire
- Centre de géologie et de géonomie marine, devenu Institut national de recherches et de développement GeoEcoMar
- Musée d'histoire et d'archéologie (MINAC) : histoire de la Mésie, province située entre le Danube et la mer Noire, du paléolithique à nos jours
- Musée d'art
- Grande Mosquée de Constanța
- Musée d'histoire de la marine
- Centre d'histoire naturelle et des sciences de l'univers : aquarium, marineland et planétarium
- Théâtre d'État Fantasio
- Théâtre national d’opéra et de ballet Oleg Danovschi
- Musée du sculpteur Ion Jalea
- Grande Synagogue de Constanța.

Constanța
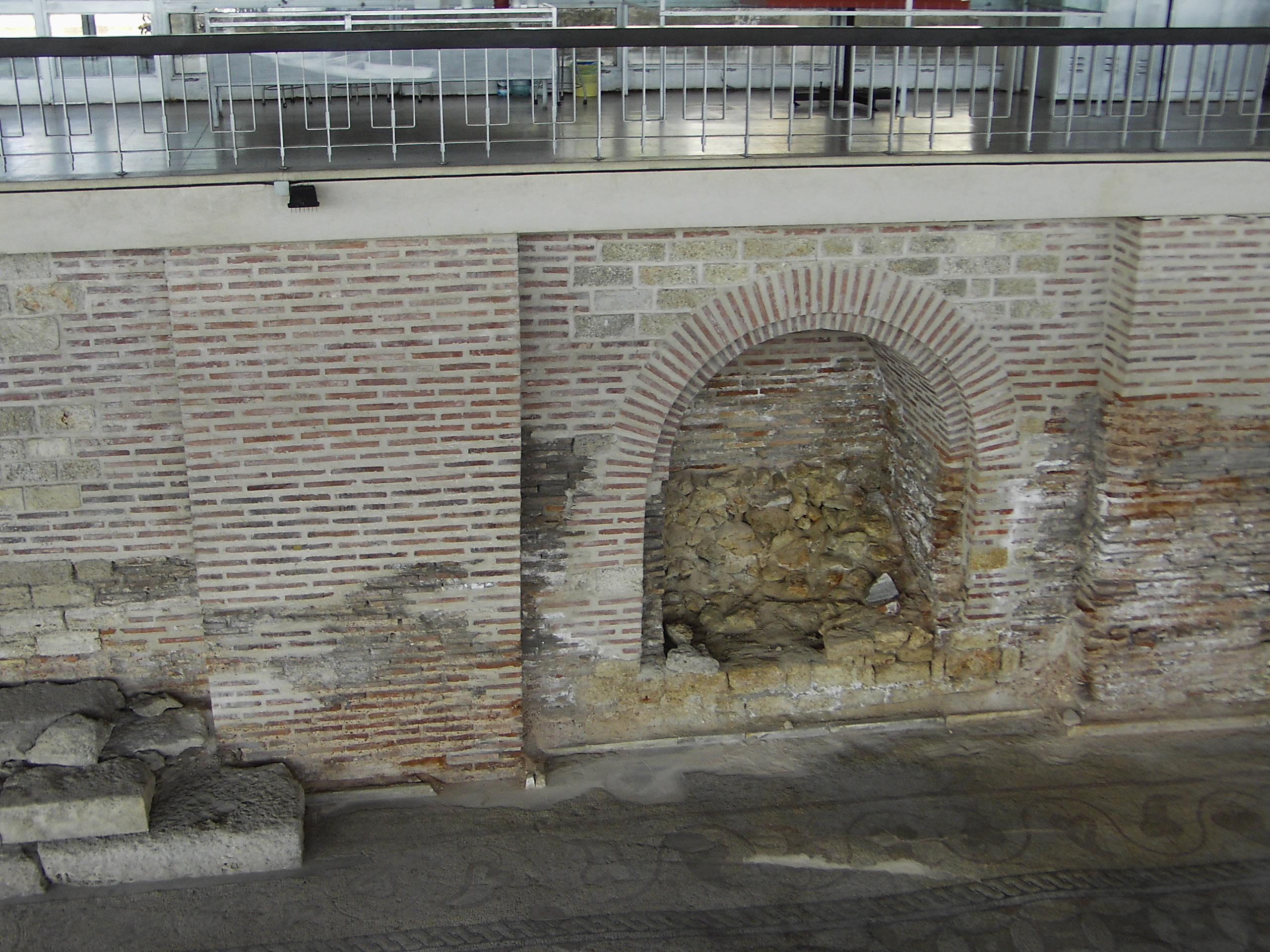
Ancien forum romain à mosaïque : le Musée d'histoire et d'archéologie se trouve au-dessus.
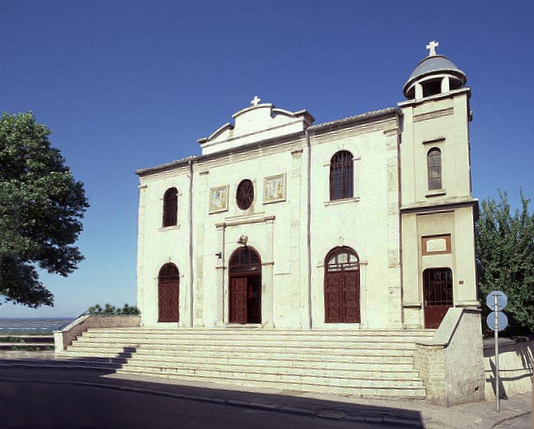
L'église grecque pontique, la plus ancienne de la ville.
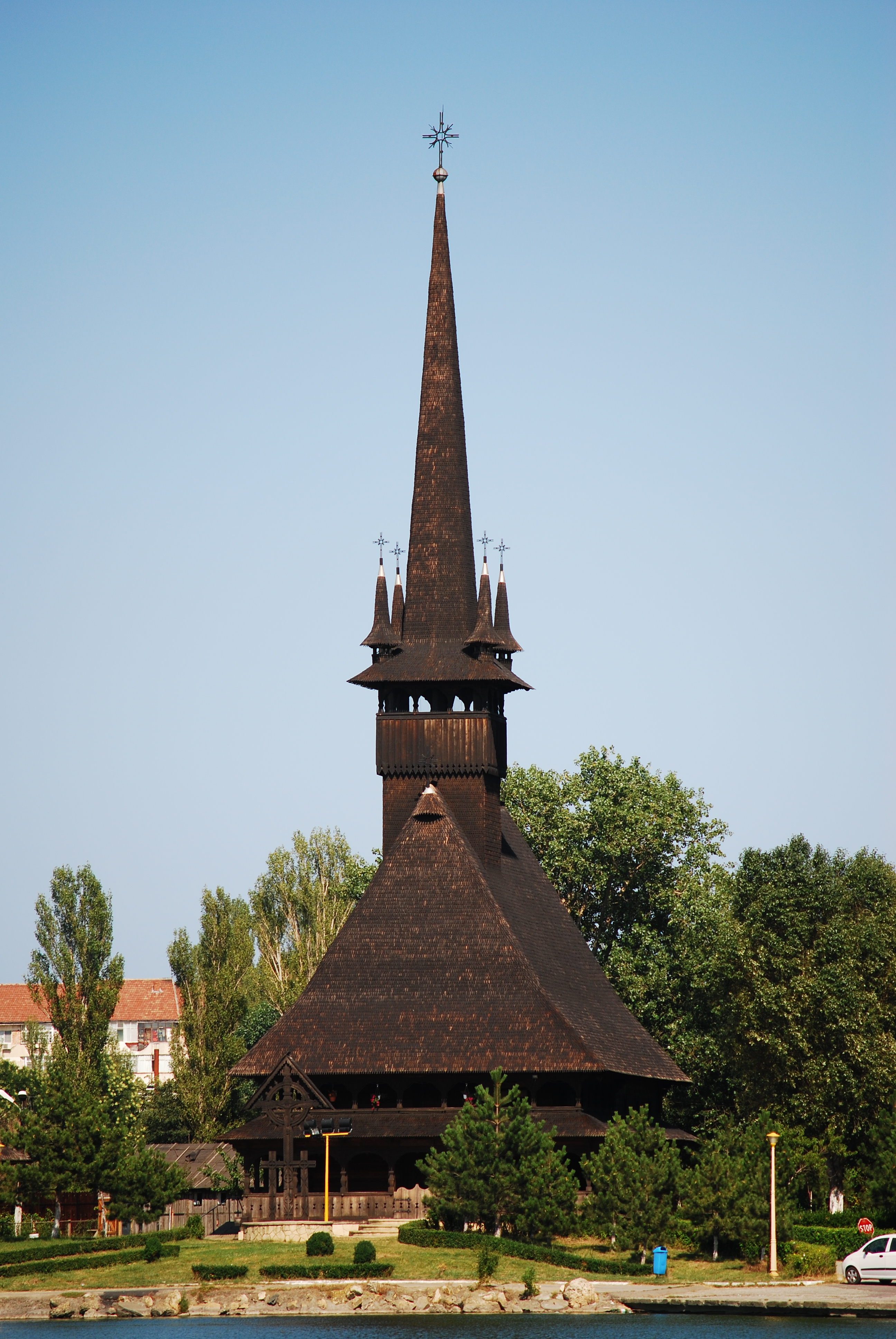
L'église en bois Saint-Mina (Ménas).
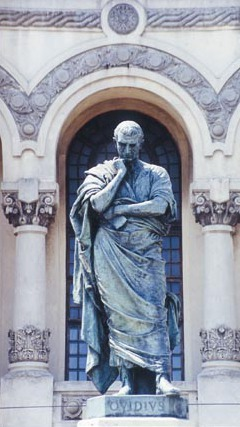
Statue d'Ovide, qui a fini sa vie ici.
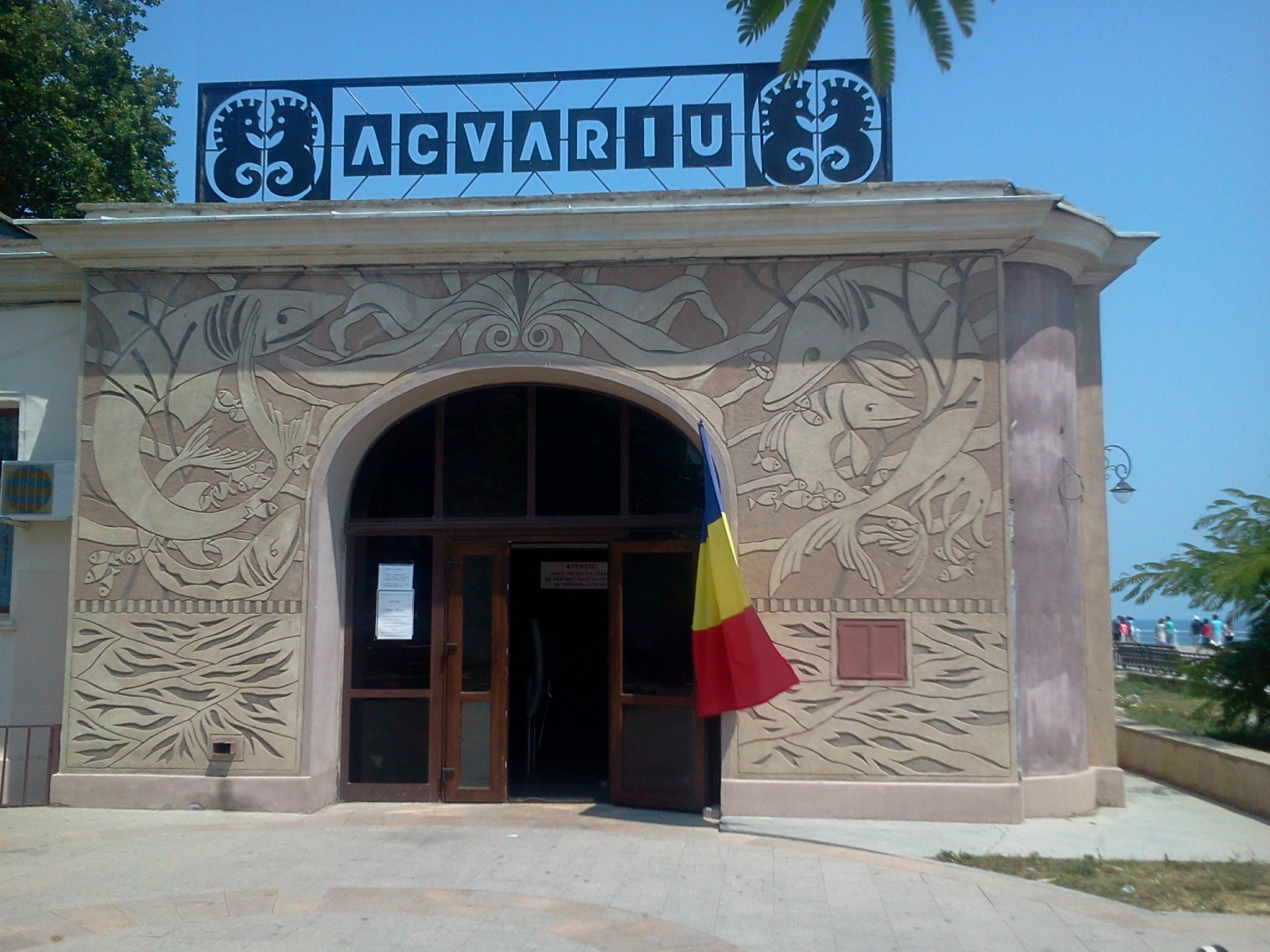
L'aquarium de Constanța.

Constanța possédant environ cinq cents centres d'enseignement, les élèves peuvent également suivre des cours de russe, grec ou turc (du fait de la présence des minorités lipovènes, helléniques, turques, bulgares ou tatars) comme LV3, après le roumain et, au choix en LV2, l'anglais, l'allemand, l'espagnol, l'italien ou le chinois.

## Sport
La ville est célèbre en Roumanie comme en Europe pour son club de handball, le HCM Constanța.

## Jumelages
La ville de Constanța est jumelée avec :
| Ville | Ville            | Pays | Pays       | Période     |
| ----- | ---------------- | ---- | ---------- | ----------- |
|       | Aktaou           |      | Kazakhstan |             |
|       | Alexandrie       |      | Égypte     |             |
|       | Boulogne-sur-Mer |      | France     |             |
|       | Brest,           |      | France     | depuis 1993 |
|       | Callao           |      | Pérou      | depuis 2010 |
|       | Dobritch         |      | Bulgarie   |             |
|       | Héraklion        |      | Grèce      |             |
|       | Istanbul         |      | Turquie    |             |
|       | Izmir            |      | Turquie    | depuis 1995 |
|       | La Havane        |      | Cuba       |             |
|       | Lattaquié        |      | Syrie      |             |
|       | Makassar         |      | Indonésie  |             |
|       | Odessa           |      | Ukraine    | depuis 1991 |
|       | Pérouse          |      | Italie     |             |
|       | Rotterdam        |      | Pays-Bas   |             |
|       | Santos           |      | Brésil     |             |
|       | Shanghai         |      | Chine      | depuis 2002 |
|       | Sidon            |      | Liban      |             |
|       | Thessalonique    |      | Grèce      |             |
|       | Trapani          |      | Italie     |             |
|       | Turku            |      | Finlande   |             |
|       | Volgograd        |      | Russie     |             |
|       | Yokohama         |      | Japon      |             |

Constanța entretient également des accords de partenariat avec :
- Pérouse (Italie)
- Shanghai (Chine)

## Personnes célèbres nées à Constanța
- Simona Amânar
- Ion Eremia
- Nicolae Georgescu
- Simona Halep
- Andrei Pavel
- Catalina Ponor
- Elizabeta Samara
- Daniela Sofronie
- Sebastian Stan
- Horia Tecău
- Camelia Voinea
- Atila Septar
- Erdinci Septar